# Glossario degli acronimi dell'astronautica
Questo glossario degli acronimi dell'astronautica raccoglie acronimi (e talvolta sigle) che si possono incontrare in campo astronautico e campi correlati, tra cui ingegneria aerospaziale, aviazione e aeronautica.

## Acronimi[1]
Questa lista è suscettibile di variazioni e potrebbe essere incompleta o non aggiornata.

| Acronimo  | Origine                                                                                           | Definizione |
| --------- | ------------------------------------------------------------------------------------------------- | --- |
| A         |                                                                                                   | |
| AA        | Associated Administrator                                                                          | Amministratore associato della NASA; |
| AACS      | Attitude and Articulation Control Subsystem                                                       | Sottosistema di controllo assetto e articolazione delle sonde (Voyager e Cassini) |
| ACE       | Advanced Composition Explorer                                                                     | Missione NASA con il compito di collezionare e analizzare particelle di origine solare, interplanetaria, galattica e intergalattica; |
| ACBM      | Active Common Berthing Mechanism                                                                  | Sistema di aggancio a bordo della ISS per connettere moduli pressurizzati alla sezione internazionale della Stazione; |
| ACES      | Advanced Crew Escape Suit                                                                         | Tuta spaziale pressurizzata utilizzata dagli equipaggi dello Space Shuttle durante le fasi di decollo e di rientro a Terra; |
| ACO       | Annual Checkout                                                                                   | Periodo in cui la sonda New Horizons è riattivata per il controllo delle sue apparecchiature; |
| ACS       | Atmosphere Control and Supply                                                                     | Sottosistema che si occupa di monitorare e mantenere la composizione e la pressione dell’atmosfera nei sistemi spaziali abitati; |
| ACTS      | Advanced Crew Transportation System                                                               | Progetto di una navetta adibita al trasporto di equipaggio sia verso l’orbita bassa che quella lunare; |
| ACRIMSat  | Active Cavity Radiometer Irradiance Monitor Satellite                                             | Satellite NASA lanciato nel 1999 e diventato silente dal 14 dicembre 2003, dedicato allo studio dell’impatto delle radiazioni solari del Sole sulla Terra; |
| ADCS      | Attitude Determination and Control System                                                         | Sistema di determinazione e controllo di assetto di un veicolo spaziale; |
| AEB       | Agência Espacial Brasileira                                                                       | Agenzia spaziale brasiliana, nata nel 1994; |
| AEXA      | Agencia Espacial Mexicana                                                                         | Agenzia spaziale messicana, nata nel 2010; |
| AFB       | Air Force Base                                                                                    | Base dell’aeronautica statunitense; |
| AGC       | Apollo Guidance Computer                                                                          | Computer di bordo del programma Apollo, presente sia nel modulo di comando che nel LEM; |
| AIM       | Aeronomy of Ice in the Mesosphere                                                                 | Satellite NASA utilizzato per lo studio delle nubi nottilucenti; |
| AirMOSS   | Airborne Microwave Observatory of Subcanopy and Subsurface                                        | Satellite NASA deputato allo studio dello scambio di anidride carbonica tra suolo e atmosfera nell’area americana; |
| AIV       | Assembly, Integration and Verification                                                            | Assemblaggio, integrazione e verifica. In un progetto, la fase che precede il collaudo; |
| ALSEP     | Apollo Lunar Surface Experiment Package (or Pallet)                                               | Gruppo di strumenti utilizzato per eseguire esperimenti sulla superficie lunare; |
| AMCS      | Attitude Measurement and Control System                                                           | Sistema di controllo dell’assetto e delle misure; |
| AMS       | Alpha Magnetic Spectrometer                                                                       | Rivelatore utilizzato nella fisica delle particelle installato dal 19 maggio 2011 sulla Stazione Spaziale Internazionale. È progettato per la ricerca di nuovi tipi di particelle (antimateria, materia oscura, materia strana) tramite la misura ad alta precisione della composizione dei raggi cosmici; |
| AoA       | Angle of Attack                                                                                   | Angolo di incidenza. Nella fluidodinamica, l’angolo con cui un profilo alare fende un fluido; |
| AOCS      | Attitude and Orbit Control System                                                                 | Sistema di controllo di assetto e orbitale; |
| APFR      | Articulating Portable Foot Restraint                                                              | Aggancio per i piedi portatile e articolato, serve ad agganciare un astronauta in EVA al braccio robotico della ISS; |
| APU       | Auxiliary Power Unit                                                                              | Unità ausiliaria di generazione di potenza; |
| APXS      | Alpha Particle X-Ray Spectrometer                                                                 | Spettrometro che tramite l’emissione di particelle alfa determina la composizione chimica di un campione. Strumento a bordo dei rover Spirit e Opportunity; |
| ARC       | Ames Research Center                                                                              | Centro di ricerca NASA Ames, Moffett Federal Airfield (California); |
| ARED      | Advanced Resistive Exercise Device                                                                | Attrezzatura per eseguire esercizi fisici a bordo della ISS; |
| ARTEMIS   | Acceleration, Reconnection, Turbulence and Electrodynamics of the Moon’s Interaction with the Sun | Missione NASA per lo studio dell’interazione tra la Luna e il Sole. Da non confondere con il Programma Artemis; |
| ASAP      | Aerospace Safety Advisory Panel                                                                   | Gruppo di lavoro dedicato alla valutazione delle performance NASA in termini di sicurezza. Da non confondere con l'acronimo di As Soon As Possible ("il prima possibile"); |
| AsCan     | Astronaunt Candidate                                                                              | Candidato selezionato dalla propria agenzia spaziale per diventare astronauta e attualmente in training; |
| ASDS      | Autonomous Spaceport Drone Ship                                                                   | Chiatta con capacità di stazionamento automatico, gestita da SpaceX e adibita all’atterraggio dei razzi riutilizzabili della famiglia Falcon; |
| ASI       | Agenzia Spaziale Italiana                                                                         | Agenzia deputata allo studio dello spazio, nata nel 1988; |
| ASO       | Aerosurface Servoamplifier                                                                        | Componente del sistema di controllo delle superfici di governo; |
| ASTP      | Apollo-Soyuz Test Project                                                                         | Programma Test Apollo-Soyuz. Prima collaborazione tra gli Stati Uniti d’America e l’Unione Sovietica nel settore dei voli nello spazio. Il 17 luglio 1975, una navicella spaziale del programma Apollo ed una capsula Soyuz si agganciarono in orbita intorno alla Terra consentendo l’incontro dei due equipaggi; |
| ATA       | Ammonia Tank Assembly                                                                             | Serbatoio di ammoniaca. Sulla ISS è utilizzata come refrigerante che circola nelle strutture e sposta il calore ai pannelli radiatori esterni; |
| ATK       | ATK Thiokol                                                                                       | Azienda che costruiva i booster degli Shuttle; |
| ATO       | Abort To Orbit                                                                                    | Cancellazione della missione verso un’orbita: viene utilizzata quando l’orbita desiderata non può essere raggiunta, ma si riesce comunque a raggiungerne una stabile più bassa. L’unico ATO verificatosi è avvenuto durante STS-51-F; |
| ATLO      | Assembly, Test, Launch Operations                                                                 | Operazioni di assemblaggio, test e lancio per una sonda. Corrisponde alla fase C; |
| ATV       | Automated Transfer Vehicle                                                                        | Veicolo di trasporto automatizzato (cargo) dell’Agenzia Spaziale Europea; |
| AU        | Astronomical Unit                                                                                 | Unità di misura pari alla distanza media tra il pianeta Terra e il Sole (circa 150 milioni di km); |
| AVUM      | Attitude and Vernier Upper Module                                                                 | Quarto stadio del vettore Vega, formato da un modulo propulsivo (UDMH/N2O4) e un modulo di avionica, che controlla l’intero razzo; |
| B         |                                                                                                   | |
| BECO      | Booster Engine Cut Off                                                                            | Spegnimento del booster di uno stadio di un vettore una volta esaurito il carburante; |
| BEO       | Beyond Earth Orbit                                                                                | Orbite oltre quella terrestre; |
| BFR       | Big Falcon Rocket                                                                                 | Veicolo di lancio completamente riutilizzabile, sviluppato e finanziato da SpaceX, noto come Starship-Super Heavy. |
| BME       | BioMedical Engineer                                                                               | Ingegnere biomedico. Lavora al controllo missione direttamente con il flight surgeon (medico di volo) e monitora i sistemi per la salute dell’equipaggio. Il medico si prende cura dell’equipaggio, il BME verifica i sistemi di monitoraggio; |
| BOLE      | Booster Obsolence Life Extension                                                                  | Estensione della vita operativa dei booster di STS, utilizzati per SLS; |
| BOL       | Begin Of Life                                                                                     | Inizio vita di un veicolo spaziale; |
| BRT       | Body Restraint Tether                                                                             | |
| C         |                                                                                                   | |
| CALIPSO   | Cloud–Aerosol Lidar and Infrared Pathfinder Satellite Observations                                | Satellite NASA attivo nella misurazione e rilevamento di aerosol e nuvole; |
| CASIS     | Center for the Advancement of Science in Space                                                    | Organizzazione no-profit che gestisce il segmento orbitale americano della ISS; |
| CAM       | Collision Avoidance Manoeuvre                                                                     | Manovra anticollisione; |
| CAPCOM    | Capsule Communicator                                                                              | Ruolo di chi, dal controllo missione, mantiene le comunicazioni con il veicolo orbitale abitato; |
| CART      | Columbus Anomaly Resolution Team                                                                  | Gruppo di lavoro incaricato di riportare e risolvere eventuali anomalie del modulo Columbus; |
| CBC       | Common Booster Core                                                                               | Stadio principale dei lanciatori ULA Delta IV e Delta IV Heavy; |
| CBM       | Common Berthing Mechanism                                                                         | Meccanismo di aggancio comune, lato internazionale della ISS. Viene utilizzato per connettere tutti i moduli pressurizzati non russi, ad eccezione di ATV. È composto dal sistema di aggancio attivo e passivo; |
| CCAFB     | Cape Canaveral Air Force Base                                                                     | Base di lancio dell’aeronautica statunitense presso Cape Canaveral (Florida) adiacente al Kennedy Space Center; |
| CCAFS     | Cape Canaveral Air Force Station                                                                  | Base di lancio dell’aeronautica statunitense presso Cape Canaveral (Florida) adiacente al Kennedy Space Center. |
| CCP       | Commercial Crew Program                                                                           | Programma sviluppato dagli USA per permettere ad aziende private di fornire il trasporto di merci e cargo da e verso la ISS; |
| CDR       | Critical Design Review                                                                            | Traguardo importante nella pianificazione di una nuova missione; |
| CDR       | Commander Design Review                                                                           | Comandante/Revisione decisiva del progetto (inizio della fase D); |
| CDT       | Central Daylight Time                                                                             | Ora legale di alcuni stati centrali degli USA, corrispondente a UTC-5; |
| CFO       | Chief Financial Officer                                                                           | Direttore finanziario di un’azienda; |
| CEIT      | Crew Equipment Interface Test                                                                     | Procedura con cui gli astronauti iniziavano a familiarizzare con l’hardware dello Space Shuttle; |
| CEST      | Central European Summer Time                                                                      | Tempo medio estivo dell’Europa centrale, in regime di ora legale (UTC+2 o GMT+2); |
| CETA      | Crew and Equipment Transfer Assembly                                                              | |
| CET       | Central European Time                                                                             | Tempo medio dell’Europa centrale, in regime di ora solare (UTC+1 o GMT+1); |
| CEV       | Crew Exploration Vehicle                                                                          | Veicolo per l’esplorazione spaziale progettato nel programma Constellation e successivamente diventato la capsula Orion; |
| CG        | Center of Gravity                                                                                 | Centro di gravità di un oggetto; |
| CIRA      | Centro Italiano Ricerche Aerospaziali                                                             | Centro dedicato alle ricerche in ambito aeronautico e spaziale; |
| CIRS      | Composite IR Spectrometer                                                                         | Spettrometro Composito Infrarosso, in funzione sulla sonda Cassini, che rilevava le emissioni alla luce infrarossa della ionosfera di Saturno; |
| CNES      | Centre National d’Études Spatiales                                                                | Agenzia spaziale francese, fondata nel 1961; |
| CNSA      | China National Space Administration                                                               | Agenzia nazionale cinese per lo spazio, fondata nel 1993; |
| COLBERT   | Combined Operational Load Bearing External Resistance Treadmill                                   | Tapis-roulant per gli esercizi ginnici presente sulla Stazione Spaziale Internazionale; |
| COL-CC    | Columbus Control Center                                                                           | Centro di controllo del modulo europeo Columbus situato all’interno del German Space Operations Centre, Oberpfaffenhofen (Germania); |
| COPV      | Composite Overwrapped Pressure Vessel                                                             | Serbatoi ad alta pressione avvolti in materiali compositi; |
| COTS      | Commercial Orbital Transportation Services                                                        | Programma della NASA che ha come scopo il coordinamento della consegna di materiali e persone alla ISS da parte di compagnie private; |
| COTS      | Commercial Off-the-Shelf                                                                          | Componente di derivazione/sviluppo commerciale, disponibile sul mercato; |
| CQ        | Crew Quarter                                                                                      | Alloggi per l’equipaggio; |
| CRS       | Commercial Resupply Services                                                                      | Programma NASA per il rifornimento alla ISS da parte di un veicolo privato statunitense (Cygnus e Dragon V1); |
| CRV       | Crew Return Vehicle                                                                               | Scialuppa di salvataggio per la Stazione Spaziale Internazionale. Erano stati costruiti diversi prototipi, ma il progetto non è mai stato realizzato; |
| CSA-CP    | Compound Specific Analyzer-Combustion Products                                                    | Strumento per il monitoraggio ambientale per la scoperta di materiali in combustione, incendi; |
| CSA       | Canadian Space Agency                                                                             | Agenzia spaziale canadese, fondata nel 1989; |
| CSG       | Centre Spatial Guyanais                                                                           | Centro spaziale europeo, a Kourou (Guiana francese), base di lancio di Ariane 5; |
| CSME      | Core Stage Main Engines                                                                           | Nuovo termine per differenziare i motori di SLS da quelli di STS; |
| CSM       | Command and Service Module                                                                        | Modulo di comando e servizio della navetta spaziale Apollo; |
| CSRD      | Current Stage Requirement Document                                                                | Documento che serve come linea guida per dare priorità ai vari compiti da svolgere a bordo della ISS; |
| CST       | Crew Space Transportation                                                                         | Capsula adatta al trasporto di esseri umani sviluppata da Boeing nell’ambito del programma CCP; |
| CST       | Central Standard Time                                                                             | Ora solare di alcuni stati centrali degli USA, corrispondente a UTC-6; |
| CTB       | Cargo Transfer Bags                                                                               | Contenitori deputati al trasporto di oggetti dallo Shuttle; |
| CxP       | Constellation Program                                                                             | Programma che prevedeva la creazione di nuovi veicoli spaziali per il deep space. Cancellato in favore di SLS; |
| D         |                                                                                                   | |
| DAM       | Debris Avoidance Maneuver                                                                         | Manovra evasiva a fronte di una possibile collisione con un detrito; |
| DARPA     | Defense Advanced Research Projects Agency                                                         | Agenzia del Dipartimento di Difesa USA incaricata di sviluppare nuove tecnologie ad uso militare; |
| DAT       | Damage Assessment Team                                                                            | Gruppo di membri qualificati per analizzare e risolvere un determinato problema; |
| DCB       | Double ColdBags                                                                                   | |
| DDCU      | DC-to-DC Converter Unit                                                                           | Circuito che converte una sorgente di corrente continua da una tensione ad un’altra; |
| DFRC      | Dryden Flight Research Center                                                                     | Centro di ricerca NASA e di studio sulla costruzione di velivoli e sulla ricerca atmosferica. Si trova nella base aerea di Edwards in California; |
| DLR       | Deutsches zentrum für Luft und Raumfahrt                                                          | Agenzia spaziale tedesca, istituita nel 1997; |
| DoD       | Department of Defense                                                                             | Dipartimento della difesa statunitense; |
| DoE       | Department of Energy                                                                              | Dipartiemento dell’energia statunitense; |
| DoT       | Department Of Transportation                                                                      | Dipartimento dei trasporti statunitense; |
| DOY       | Day Of Year                                                                                       | Calcolo dei giorni della missione Cassini-Huygens; |
| DRS       | Data Relay Satellite                                                                              | Satellite per la ritrasmissione di dati; |
| DSM       | Deep Space Maneuver                                                                               | Manovra effettuata nello spazio profondo praticata spesso prima dell’incontro con un corpo massivo; |
| DSN       | Deep Space Network                                                                                | Rete internazionale di antenne, stazioni di rilevamento per missioni spaziali e interplanetarie; |
| DSS       | Deep Space Station                                                                                | Stazione del DSN; |
| E         |                                                                                                   | |
| EAC       | European Astronaut Center                                                                         | Centro astronauti dell’Agenzia Spaziale Europea, Colonia (Germania); |
| EADS      | European Aeronautic Defence and Space Company                                                     | Azienda aerospaziale europea. Dal 2014 ha cambiato nome in Airbus Group; |
| EAFB      | Edwards Air Force Base                                                                            | Base dell’aeronautica statunitense di Edwards (California), secondo sito predefinito di atterraggio degli Space Shuttle; |
| ECLSS     | Environmental Control & Life Support System                                                       | Sistema di controllo ambientale e supporto vitale in un veicolo spaziale; |
| ECO       | Engine Cut Off (sensor)                                                                           | Sensori che misurano la quantità di propellente residuo nel serbatoio durante l’ascesa; |
| EDL       | Entry Descent and Landing                                                                         | Fasi di atterraggio su Marte; |
| EDLT      | Entry, Descent and Landing Technologies                                                           | Tecnologie per l’entrata e la discesa in atmosfera e l’atterraggio su Marte; |
| EDO       | Extended Duration Orbiter                                                                         | Programma NASA per preparare gli astronauti alla ricerca scientifica di lunga durata a bordo della Stazione Spaziale Freedom, che poi si è evoluta e concretizzata nella ISS; |
| EDS       | Emergency Detection System                                                                        | Sistema di sensori che rilevano lo stato di mezzi e navette spaziali atti al trasporto umano; |
| EDT       | Eastern Daylight Time                                                                             | Ora legale della costa orientale degli USA, pari a UTC-4; |
| EDW       | Edwards Air Force Base                                                                            | Base dell’aeronautica statunitense di Edwards (California), secondo sito predefinito di atterraggio degli Space Shuttle; |
| EELV      | Evolved Expendable Launch Vehicle                                                                 | Programma governativo USA per lo sviluppo di una famiglia di lanciatori spendibili per uso commerciale e militare ad un prezzo ridotto. Rinominato successivamente in NSSL; |
| EGS       | Exploration Ground Systems                                                                        | Ente NASA che si occupa delle strutture a terra di lancio e della loro manutenzione. Si occupa anche delle operazioni di preparazione al lancio; |
| ELA-1     | Ensemble de Lancement Ariane 1                                                                    | Complesso di lancio degli Ariane situato al Guiana Space Center; |
| ELA-3     | Ensemble de Lancement Ariane 3                                                                    | Complesso di lancio degli Ariane 5, situato al Guiana Space Centre; |
| ELDO      | European Launcher Development Organization                                                        | Consorzio nato negli anni '60 per la costruzione del vettore Europa; |
| ELS       | Ensemble de Lancement Soyouz                                                                      | Rampa di lancio per i Soyuz al centro spaziale della Guyana Francese; |
| ELV       | Expendable Launch Vehicle                                                                         | Sistema di lancio non riutilizzabile; |
| EMU       | Extravehicular Mobility Unit                                                                      | Tuta spaziale USA per attività extraveicolare in uso su Shuttle e ISS; |
| EOI       | Earth Orbit Insertion                                                                             | Inserimento in orbita terrestre; |
| EOL       | End of Life                                                                                       | Periodo in cui si prevede la fine dell’utilizzo di un componente/navetta/vettore; |
| EOM       | End Of Mission                                                                                    | Termine della missione; |
| EPS       | Electrical Power System                                                                           | Sistema di approvvigionamento di potenza; |
| ESA       | European Space Agency                                                                             | Agenzia spaziale europea, fondata nel 1975; |
| ESEO      | European Student Earth Orbiter                                                                    | Progetto SSETI-ESA di una sonda terrestre sviluppata da studenti; |
| ESMO      | European Student Moon Orbiter                                                                     | Progetto SSETI-ESA di una sonda lunare sviluppata da studenti; |
| ESOC      | European Space Operation Center                                                                   | Centro operazioni spaziali dell’Agenzia Spaziale Europea, Darmstadt (Germania); |
| ESRIN     | European Space Research Institute                                                                 | Centro europeo di ricerca per l’osservazione della Terra, Frascati (Italia); |
| ESTEC     | European Space Research and Technology Center                                                     | Centro di ricerca spaziale e tecnologia dell’Agenzia Spaziale Europea, Noordwijk (Olanda); |
| EST       | Eastern Standard Time                                                                             | Ora solare della costa orientale degli USA, pari a UTC-5; |
| ETA       | External Tank Attachment ring                                                                     | In riferimento agli SRB; |
| ETA       | Estimated or Expected Time of Arrival                                                             | Tempo di arrivo stimato o previsto di una navetta, satellite o imbarcazione; |
| ETCS      | External Thermal Control System                                                                   | Parte esterna del sistema fluidico (in genere ammoniaca o acqua) del Thermal Control System; |
| ET        | External Tank                                                                                     | Serbatoio esterno dello Space Transportation System; |
| EVA       | Extra Vehicular Activity                                                                          | Attività extraveicolare o “passeggiata spaziale”, consistente nell’uscita di uno o più astronauti all’esterno del mezzo spaziale grazie all’utilizzo di apposite tute pressurizzate; |
| F         |                                                                                                   | |
| FAR       | Flight Acceptance Review                                                                          | |
| FAST      | Final Assembly System Testing                                                                     | È la cella verticale in cui vengono effettuati i lavori e i test sulla capsula Orion completa (ovvero modulo di comando + modulo di servizio); |
| FCC       | Federal Communication Commission                                                                  | Ente statunitense predisposto al rilascio di licenze per trasmettere ed utilizzare porzioni dello spettro elettromagnetico; |
| FCR       | Flight Control Room                                                                               | Termine attuale per indicare la MCC a Houston; |
| FCS       | Flight Control System                                                                             | Sistemi meccanici o idromeccanici per garantire un volo corretto; |
| FD        | Flight Day                                                                                        | Giorno del volo; |
| FDO       | Flight Dynamics Officer                                                                           | A volte detto anche FIDO; |
| FEEP      | Field Emission Electric Propulsion                                                                | Propulsione elettrica ad effetto di campo; |
| FE        | Flight Engineer                                                                                   | Membro dell’equipaggio addetto al controllo e gestione di tutti gli impianti di bordo e coopera con i piloti per la gestione delle comunicazioni; |
| FFT       | Full Fuselage Trainer                                                                             | Mockup senza le ali a scala 1:1 di uno Shuttle, utilizzato per addestramento degli astronauti ad EVA ed uscite di emergenza, oltre che per provare nuovi upgrade; |
| FIDO      | Flight Dynamics Officer                                                                           | Ufficiale delle dinamiche di volo. È lo specialista del Mission Control Center delle traiettorie orbitali e di lancio; |
| FI        | Focused Inspection                                                                                | |
| FMI       |                                                                                                   | Sigla per la pista di atterraggio di emergenza dello Shuttle a Istres, Francia; |
| FOC       | Full Operational Capability                                                                       | Piena capacità operativa; |
| FOIA      | Freedom Of Information Act                                                                        | Legge promulgata dagli Stati Uniti per rendere accessibili quasi tutti i documenti della pubblica amministrazione, anche se alcuni in maniera parziale; |
| FOV       | Field Of View                                                                                     | Campo visivo; |
| FRCS      | Forward Reaction Control System                                                                   | |
| FRGF      | Flight-Releasable Grapple Fixtures                                                                | Variante più semplice del grapple fixture, non trasmette dati; |
| FRR       | Flight Readiness Review                                                                           | Review di preparazione al lancio; |
| FSL       | Fluid Science Laboratory                                                                          | Struttura per lo studio dei fluidi installata sulla stazione spaziale; |
| FSS       | Fixed Service Structure                                                                           | |
| G         |                                                                                                   | |
| GAO       | Government Accountability Office                                                                  | Ente responsabile del controllo dei costi degli enti federali statunitensi, tra cui la NASA; |
| GCC       | Galileo Control Center                                                                            | Centri di controllo del sistema di posizionamento Galileo, situati all’interno del German Space Operations Centre, Oberpfaffenhofen (Germania) e presso il centro spaziale del Fucino (L’Aquila); |
| GCR       | Galactic Cosmic Rays                                                                              | Raggi cosmici galattici, particelle ad alta energia che provengono dalla Via Lattea; |
| GEO       | Geostationary Earth Orbit                                                                         | Orbita terrestre geostazionaria. È un particolare caso di orbita geosincrona in quanto situata sull’equatore; |
| GLS       | Ground Launch Sequencer                                                                           | |
| GLXP      | Google Lunar X Prize                                                                              | Progetto finanziato da Google con lo scopo di mandare un rover costruito da privati sulla Luna e mandare a terra foto dell’avvenuto allunaggio; |
| GMES      | Global Monitoring for Enviroment and Security                                                     | Sistema di monitoraggio globale per l’ambiente e la sicurezza. Programma ESA ribattezzato Copernicus; |
| GOCE      | Gravity field and steady-state Ocean Circulation Explorer                                         | Satellite ESA per il monitoraggio e lo studio del campo gravitazionale e degli oceani, lanciato nel 2009 e rientrato nel 2013; |
| GPC       | General Purpose Computer                                                                          | Computer ad uso generale; |
| GPS       | Global Positioning System                                                                         | Sistema di navigazione satellitare gestito dal dipartimento della difesa USA; |
| GSLV      | Geosynchronous Satellite Launch Vehicle                                                           | Vettore dell’agenzia spaziale indiana per il lancio di satelliti in orbita geosincrona; |
| GSOC      | German Space Operations Centre                                                                    | Centro di controllo dell’agenzia spaziale tedesca (DLR), Oberpfaffenhofen (Germania); |
| GSO       | GeoSynchronous Orbit                                                                              | Una qualsiasi orbita terrestre con periodo orbitale uguale al periodo di rotazione della Terra; |
| GTA       | Ground Test Article                                                                               | Simulacro di un veicolo spaziale destinato alle varie prove e test a terra; |
| GTO       | Geostationary Transfer Orbit                                                                      | Orbita ellittica di trasferimento ad una geostazionaria; |
| GUCP      | Ground Umbilical Carrier Plate                                                                    | Placca di collegamento tra l’external tank dello Shuttle e il sistema di raccolta dell’idrogeno che sfugge dall’ET stessa durante le fasi di riempimento del serbatoio; |
| H         |                                                                                                   | |
| HEEO      | Highly Elliptical Earth Orbit                                                                     | Orbita terrestre altamente ellittica, con perigeo inferiore a 1000 chilometri e apogeo superiore ai 35000; |
| HEO       | High Earth Orbit                                                                                  | Orbita terrestre alta, con un’altitudine superiore ai 36000 chilometri. Dal momento che orbitano ad un’altezza superiore a quella dei satelliti geostazionari, il periodo è maggiore di 24 ore e da terra sembra abbiano un moto retrogrado; |
| HGA       | High Gain Antenna                                                                                 | Antenna ad alto guadagno; |
| HIF       | Horizontal integration facility                                                                   | Hangar dedicato all’assemblaggio e al deposito per piccoli periodi di tempo, di lanciatori. Differisce dal VAB per la differente orientazione di assemblaggio; |
| HiRISE    | High Resolution Imaging Science Experiment                                                        | Apparato strumentale a bordo di Mars Reconnaissance Orbiter (MRO), capace di scattare immagini spettacolari di Marte; |
| HLV       | Heavy Launch Veichle                                                                              | Classe di lanciatori pesanti, con carico utile in orbita superiore alle 20 tonnellate; |
| HOSC      | Huntsville Operations Support Center                                                              | Centro di controllo statunitense per i payload della ISS, conosciuto anche come POIC, Hunstville (Alabama); |
| HSM       | Hubble Service Mission                                                                            | Missione di STS per permettere aggiornamenti e manutenzione al telescopio Hubble; |
| HST       | Hubble Space Telescope                                                                            | Telescopio spaziale Hubble; |
| HTPB      | Hydroxyl-terminated polybutadiene                                                                 | Polibutadiene a terminazione idrossilica, viene utilizzato nei razzi a combustibile solido; |
| HTV       | H-II Transfer Vehicle                                                                             | Veicolo cargo automatico giapponese destinato a rifornire la ISS; |
| I         |                                                                                                   | |
| IASF      | Istituto di Astrofisica Spaziale e Fisica cosmica                                                 | Ente dipendente dall’INAF con compito dello studio dell’universo. Ha sede a Milano, Padova e Palermo; |
| ICBM      | Intercontinental Ballistic Missile                                                                | Missile balistico intercontinentale; |
| ICC       | Integrated Cargo Carrier                                                                          | Progetto nato nell’era Shuttle per sviluppare dei sistemi di trasferimento dei payload nella cargo bay di uno Space Shuttle; |
| ICPS      | Interim Cryogenic Propulsion System                                                               | Stadio superiore di SLS di derivazione dalla famiglia dei vettori Delta IV. Rispetto all’originale lo stadio è stato allungato e modificato in multiple aree per renderlo idoneo al volo umano; |
| ICPS-II   | Interim Cryogenic Propulsion System-II                                                            | Vedi "ICPS". Il "-II" indica che è la seconda unità del programma; |
| IDA       | International Docking Adapter                                                                     | Struttura per il docking di navette crew e cargo alla stazione spaziale; |
| IDD       | Instrumental Device Developing                                                                    | Strumento del braccio robotico dei MER Spirit ed Opportunity |
| IDLH      | Immediately Dangerous to Life or Health                                                           | Concentrazione massima di una sostanza a cui una persona può essere esposta prima che gli effetti di tale sostanza siano irreversibili o impediscano la fuga; |
| IDRD      | Increment Definition and Requirement Document                                                     | |
| IFHX      | Interface Heat Exchanger                                                                          | |
| IFM       | InFlight Maintenance                                                                              | Manutenzione eseguita in condizioni operative, “in volo”; |
| IFR       | Ice Frost Ramp                                                                                    | |
| IMHO      | In My Humble Opinion                                                                              | “A mio modesto parere”; |
| IMS       | Inventory Management System                                                                       | Sistema per la gestione dell’inventario. È il sistema informatico a bordo dell’ISS, adibito alla gestione di tutto l’hardware di bordo; |
| IMU       | Inertial Measurement Unit                                                                         | Unità di misura inerziale. Costituita da accelerometri e/o giroscopi; |
| INAF      | Istituto Nazionale di AstroFisica                                                                 | Principale ente di ricerca italiano per lo studio dell’universo; |
| IPR       | In Process Review                                                                                 | |
| IPR       | Interim Problem Report                                                                            | |
| ISAA      | Italian Space and Astronautics Association                                                        | Associazione Italiana per l’Astronautica e lo Spazio. Associati anche tu!; |
| ISP       | Initial Specific Impulse                                                                          | Impulso specifico iniziale, misura della capacità di un motore spaziale. Viene misurato in secondi; |
| ISPR      | International Standard Payload Rack                                                               | Contenitore presente sulla stazione spaziale per ottimizzare l’inserimento degli esperimenti; |
| ISRO      | Indian Space Research Organisation                                                                | Agenzia spaziale indiana, fondata nel 1969; |
| ISS       | International Space Station                                                                       | Stazione spaziale internazionale; |
| ITCS      | Internal Thermal Control System                                                                   | Parte interna del sistema fluidico (in genere acqua) del thermal control system; |
| IVA       | IntraVehicular Activity                                                                           | Serie di attività compiute in un ambiente depressurizzato effettuate a bordo della ISS; |
| IWIS      | Internal Wireless Instrumentation System                                                          | Sistema che monitora l’integrità strutturale della stazione spaziale; |
| J         |                                                                                                   | |
| JAXA      | Japan Aerospace Exploration Agency                                                                | Agenzia spaziale giapponese, fondata nel 2003; |
| JEM       | Japanese Experiment Module                                                                        | Modulo giapponese della ISS; |
| JEMRMS    | Japan Experiment Module Remote Manipulator System                                                 | Braccio robotico del modulo giapponese, adatto per manipolare i payload sulla piattaforma esterna oppure per estrarre/inserire i payload nel piccolo airlock del JEM; |
| JGA       | Jupiter Gravity Assist                                                                            | Fionda gravitazionale con Giove; |
| JHUAPL    | Johns Hopkins University Applied Physics Laboratory                                               | Centro di ricerca e sviluppo per la difesa americana, la NASA e altre agenzie federali; |
| JLP       | JEM Logistics Platform                                                                            | |
| JPL       | Jet Propulsion Laboratory                                                                         | Centro di ricerca e sviluppo di missioni spaziali gestito da NASA e CalTech, Pasadena (California); |
| JSC       | Johnson Space Center                                                                              | Centro di controllo e addestramento degli astronauti sito a Houston, Texas; |
| JWST      | James Webb Space Telescope                                                                        | Telescopio spaziale James Webb per l’astronomia a raggi infrarossi, frutto della collaborazione tra NASA, ESA e CSA; |
| K         |                                                                                                   | |
| K         |                                                                                                   | Unità di misura della temperatura che prende il nome dal fisico inglese Lord Kelvin. Lo zero assoluto è equivalente a -273,16 °C (-459,69 F); |
| KSC       | Kennedy Space Center                                                                              | Base di lancio americana situata sulla costa orientale della Florida; |
| KURS      |                                                                                                   | Sistema radioguida per il rendezvous automatico, delle Progress e Soyuz; |
| L         |                                                                                                   | |
| L1        | Lagrange point 1                                                                                  | Punto di Lagrange L1. Punto di equilibrio gravitazionale che giace tra due corpi; |
| L2        | Lagrange point 2                                                                                  | Punto di Lagrange L2. Punto di equilibrio gravitazionale sulla stessa retta del punto L1, ma oltre il corpo minore; |
| L3        | Lagrange point 3                                                                                  | Punto di Lagrange L3. Punto di equilibrio gravitazionale sulla stessa retta del punto L1, ma dalla parte opposta rispetto al corpo minore; |
| L4        | Lagrange point 4                                                                                  | Punto di Lagrange L4. Punto di equilibrio gravitazionale che precede il corpo minore di 60°; |
| L5        | Lagrange point 5                                                                                  | Punto di Lagrange L5. Punto di equilibrio gravitazionale che segue il corpo minore di 60°; |
| LAN       | Logitude of ascending node                                                                        | Longitudine del nodo ascendente; |
| LARES     | LAser RElativity Satellite                                                                        | Satellite scientifico ASI adibito allo studio di alcuni aspetti della relatività generale. Lanciato a bordo del primo Vega nel gennaio 2011; |
| LaRC      | Langley Research Center                                                                           | Centro di ricerca NASA ad Hampton (Virginia); |
| LAS       | Launch Abort System                                                                               | Sistema di salvataggio di capsule durante le fasi di lancio, tipicamente costituite da una torre di salvataggio con razzi a propellenti solidi; |
| LCARS     | Library Computer Access and Retrieval System                                                      | Sistema di recupero e visualizzazione dei dati della serie di Star Trek; |
| LCC       | Launch Control Center                                                                             | Edificio di quattro piani situato al Kennedy Space Center con il compito di gestire i lanci effettuati dal pad 39 dell’omonimo spazioporto; |
| LCH4      | Liquid Methane                                                                                    | Metano liquido, utilizzato in alcuni motori in via di sviluppo (Raptor, BE-4, Prometheus) per la propulsione di nuovi veicoli spaziali; |
| LC        | Launch Complex                                                                                    | Complesso di lancio; |
| LD        | Launch Director                                                                                   | Persona deputata alla decisione finale di GO/NO GO per un lancio dopo aver ricevuto le informazioni da tutti gli addetti agli altri campi; |
| LDRI      | Laser Dynamic Range Imager                                                                        | Sistema di rilevazione laser progettato dopo il disastro dello Space Shuttle Columbia per renderizzare sia in 2D che in 3D lo scudo termico dello Shuttle; |
| LEM       | Lunar Excursion Module                                                                            | Modulo di escursione lunare. Nome precedente del LM; |
| LEO       | Low Earth Orbit                                                                                   | Orbita bassa terrestre, situata ad un’altitudine tra 300 e 1000 chilometri; |
| LEOP      | Launch and Early Orbit Phase                                                                      | Lancio e fase orbitale iniziale; |
| LES       | Launch/Entry Suit                                                                                 | In riferimento allo Space Shuttle, tuta semipresurizzata arancione sostituita successivamente da ACES; |
| LES       | Launch-Escape System                                                                              | In riferimento al modulo lunare Apollo, sistema che avrebbe allontanato il modulo di servizio lontano dal razzo in caso di malfunzionamento; |
| LGA       | Low Gain Antenna                                                                                  | Antenna a basso guadagno; |
| LH2       | Liquid Hydrogen                                                                                   | Idrogeno liquido, utilizzato in alcuni vettori di lancio; |
| LLO       | Low Lunar Orbit                                                                                   | Orbita lunare bassa, con un’altitudine inferiore a 100 chilometri; |
| LM        | Lunar Module                                                                                      | Modulo lunare delle missioni Apollo, precedentemente denominato LEM; |
| LO2       | Liquid Oxygen                                                                                     | Ossigeno liquido, utilizzato come ossidante nei veicoli spaziali; |
| LOC       | Loss of Crew                                                                                      | Perdita dell’equipaggio; |
| LOCV      | Loss of Crew/Vehicle                                                                              | Perdita del veicolo e dell’equipaggio; |
| LOI       | Lunar Orbit Injection                                                                             | Iniezione in orbita lunare; |
| LOM       | Loss Of Mission                                                                                   | Perdita della missione; |
| LON       | Launch On Need                                                                                    | Lancio di necessità, in riferimento ad uno Space Shuttle in soccorso ad un altro; |
| LOP       | Loss of Pad                                                                                       | Perdita della base di lancio; |
| LOS       | Loss Of Signal                                                                                    | Perdita di segnale (riferito ad un collegamento radio che si interrompe); |
| LOV       | Loss Of Vehicle                                                                                   | Perdita del veicolo; |
| LOX       | Liquid Oxygen                                                                                     | Ossigeno liquido, utilizzato come ossidante nei veicoli spaziali; |
| LPO       | Lagrange Point Orbit                                                                              | Orbita in prossimità di un punto di Lagrange; |
| LRO       | Lunar Reconnaissance Orbiter                                                                      | Sonda lunare NASA lanciata a giugno 2009; |
| LWS       | Living With a Star                                                                                | Programma scientifico NASA per lo studio dell’atmosfera e del campo magnetico solare; |
| M         |                                                                                                   | |
| MAF       | Michoud Assembly Facility                                                                         | Complesso industriale sito in Louisiana, presso New Orleans, dedicato all’assemblaggio dei veicoli spaziali; |
| MB        | Spettrometro Mossbauer                                                                            | Strumento di studio geologici presente sui MER Spirit e Opportunity; |
| MCR       | Mission Concept Review                                                                            | Fase di definizione degli scopi della missione ed esame degli obiettivi proposti e dei relativi concept; |
| MDPS      | Micro-Meteoroid and orbital Debris Protection System                                              | Sistema di protezione dai detriti orbitali e dai micrometeoriti; |
| MDR       | Mission Definition Review                                                                         | Review di definizione della missione (tra pre fase A e fase A); |
| MECO      | Main Engine CutOff                                                                                | Spegnimento del/dei motori a razzo principali; |
| MEO       | Mid Earth Orbit                                                                                   | Orbita terrestre media; |
| MER       | Mars Exploration Rovers                                                                           | Missione NASA dei due rover Spirit e Opportunity, operanti sulla superficie di Marte dal 2004; |
| MESSENGER | MErcury Surface, Space ENvironment, GEochemistry, and Ranging                                     | Sonda della NASA entrata nell’orbita di Mercurio nel marzo del 2011; |
| MGS       | Mars Global Surveyor                                                                              | Orbiter marziano lanciato nel 1996 da NASA ed operante fino a fine 2006; |
| MILA      | Merritt Island Launch Annex                                                                       | Complesso dedicato alla comunicazione con i lanci Apollo nei primi quattro minuti successivi al lift-off; |
| MI        | Microscopic Imager                                                                                | Videocamera microscopica delle sonde MER Spirit ed Opportunity sviluppata dal team di Ken Herkenhoff del USGS Astrogeology Research Program; |
| MISSE-FF  | Materials ISS Experiment Flight Facility                                                          | Esperimenti svolti all’esterno della ISS tramite l’ausilio del Canadarm-II per investigare la resistenza dei materiali all’esposizione dello spazio; |
| ML        | Mobile Launcher                                                                                   | |
| MLP       | Mobile Launch Platform                                                                            | Trattore semovente che può fungere anche da piattaforma di lancio mobile; |
| MMH       | MonoMethyl Hydrazine                                                                              | Monometilidrazina, composto chimico derivato dall’idrazina e utilizzato come propellente nei lanciatori spaziali; |
| MMOD      | Micro-Meteoroid Orbital Debris                                                                    | Detriti orbitali di piccole dimensioni, generati dall’impatto tra due satelliti, da pezzi di vernice distaccatisi dagli stadi superiori dei razzi e alcuni oggetti persi durante le EVA; |
| MMRTG     | Multi-Mission Radioisotope Thermoelectric Generator                                               | Generatore di energia elettrica basato sul decadimento radioattivo del plutonio, in uso sulle sonde Voyager e sui rover Curiosity e Pereverance; |
| MMT       | Mission Management Team                                                                           | |
| MMU       | Manned Maneuvering Unit                                                                           | Unità di manovra per consentire attività extraveicolari senza cavi di sicurezza ed a distanza dal veicolo di partenza; |
| MPCV      | Multi Purpose Crew Vehicle                                                                        | Capsula destinata a sostituire lo Space Shuttle derivata dall’Orion del programma (chiuso) Constellation; |
| MPLM      | Multi-Purpose Logistics Module                                                                    | Modulo pressurizzato cargo fornito da ASI e lanciato attraverso lo Shuttle, a supporto della logistica della ISS; |
| MPPF      | Multi Payload Processing Facility                                                                 | Struttura che si trova al Kennedy autorizzata al trattamento di carburanti pericolosi (ipergolici) ed utilizzata per il rifornimento dei consumabili di Orion e del secondo stadio di SLS; |
| MRN       |                                                                                                   | Sigla per la pista di atterraggio di emergenza dello Shuttle di Moron, Spagna; |
| MRO       | Mars Reconnaissance Orbiter                                                                       | Sonda NASA orbitante attorno a Marte, lanciata nel 2005; |
| MSB       | Mission Status Briefing                                                                           | |
| MSIT      | Mission System Integration and Test                                                               | |
| MSFC      | Marshall Space Flight Center                                                                      | Centro di ricerca NASA per computer, sistemi di propulsione e le reti di informazione manageriale, situato a Huntsville, Alabama, USA; |
| MSL       | Mars Science Laboratory                                                                           | Missione NASA di esplorazione di Marte, realizzata tramite il rover Curiosity; |
| MSS       | Mobile Servicing System                                                                           | Sistema di traslazione sul traliccio principale della ISS, che comprende la base mobile, il modulo di servizio e se presente, lo stesso braccio SSRMS; |
| MVIS      | Microgravity Vibration Isolation System                                                           | |
| N         |                                                                                                   | |
| NASA      | National Aeronautics and Space Administration                                                     | Agenzia spaziale degli Stati Uniti d’America, fondata nel 1958; |
| NBL       | Neutral Buoyancy Laboratory                                                                       | Struttura di addestramento degli astronauti predisposta con una piscina di galleggiamento neutro; |
| NCLPF     | Non Ce La Posso Fare                                                                              | |
| NEEMO     | NASA Extreme Environment Mission Operations                                                       | Programma della NASA con lo scopo di preparare gli astronauti alla vita spaziale tramite operazioni e simulazioni nel modulo sottomarino Aquarius; |
| NEO       | Near Earth Object                                                                                 | Oggetto naturale nelle vicinanze della Terra (su scala planetaria) potenzialmente pericoloso; |
| NET       | Not Earlier Than                                                                                  | Non prima di; |
| NGIS      | Northrop Grumman Innovation Systems                                                               | Azienda nata dalla fusione tra Orbital Sciences Corporation e alcune divisioni di Alliant Techsystems: originariamente ha preso il nome di Orbital ATK, ma dall’acquisizione da parte di Northrop Grumman ha assunto l’attuale denominazione; |
| NGL       | Next Generation Laucher                                                                           | Progetto ESA per un nuovo sistema di lanciatori; |
| NOAA      | National Oceanic and Atmospheric Administration                                                   | Ente statunitense di studio e controllo dell’atmosfera e degli oceani; |
| NORAD     | NORth American aerospace Defense                                                                  | Centro di difesa aerospaziale del nord America, collaborazione tra Canada e Stati Uniti. Traccia e assegna un nome a tutti gli oggetti spaziali; |
| NRO       | National Reconaissance Office                                                                     | Dipartimento della difesa degli Stati Uniti che gestisce e opera i satelliti spia; |
| NSF       | NasaSpaceFlight                                                                                   | Uno dei maggiori forum a tema astronautico degli Stati Uniti d’America; |
| NTA       | Nitrogen Tank Assembly                                                                            | |
| NTD       | NASA Test Director                                                                                | Responsabile di tutti i collaudi pre-lancio e della sicurezza del personale sul pad dopo il rifornimento del carburante; |
| NTO       | Nitrogen TetraOxide                                                                               | Tetrossido di azoto, utilizzato come ossidante nei sistemi propulsivi spaziali grazie al facile stoccaggio a temperatura ambiente; |
| O         |                                                                                                   | |
| OAA       | Orbiter Access Arm                                                                                | Braccio di accesso allo Space Shuttle da parte del personale. Rimaneva disteso fino a T-444 secondi in caso di emergenza; |
| O&C       | Operations and Checkout                                                                           | |
| OBDH      | On Board Data Handling                                                                            | Sistema di trattamento dei dati di bordo; |
| OBSS      | Orbiter Boom Sensor System                                                                        | Sistema accessorio del braccio robotico dello Shuttle che utilizzava telecamere e particolari sensori per osservare alcune parti dell’orbiter e rilevare eventuali danni allo scudo termico; |
| OBT       | On Board Training                                                                                 | |
| ODS       | Orbiter Docking System                                                                            | |
| OMBUU     | Orbiter Mid Body Umbilical Unit                                                                   | |
| OMDP      | Orbiter Maintenance Down Period                                                                   | Periodo di tempo durante il quale lo Space Shuttle rimaneva a terra e veniva sottoposto a ricondizionamenti, controlli e ispezioni; |
| OMS       | Orbital Maneuvering System                                                                        | Sistema di controllo orbitale dello Space Shuttle; |
| OPF       | Orbiter Processing Facility                                                                       | Edificio di gestione/manutenzione dell’orbiter Space Shuttle, nelle fasi pre e post lancio; |
| ORU       | Orbital Replacement Unit                                                                          | Unità di uno strumento che può essere rimpiazzata tramite un’attività extraveicolare oppure con una missione robotica; |
| OSA       | Orion Stage Adapter                                                                               | Adattatore tra ICPS e Orion comprendente l’adattatore stesso e tre pannelli aerodinamici che racchiudono il modulo di servizio; |
| OSHA      | Occupational Safety and Health Administration                                                     | Agenzia statunitense per la sicurezza sul lavoro; |
| OTM       | Orbital Trim Maneuver                                                                             | Piccola manovra di correzione orbitale spesso in attesa di fly-by o incontri; |
| OTS       | Orbiter Transporter System                                                                        | Veicolo dotato di più di 70 ruote, utilizzato per trasferire l’orbiter dall’OPF al VAB; |
| OV        | Orbiter Vehicle                                                                                   | Unico componente del sistema STS ad entrare in orbita, ospita equipaggio e carico utile. Vi furono 5 modelli di orbiter: OV-099 Challenger, OV-102 Columbia, OV-103 Discovery, OV-104 Atlantis, OV-105 Endeavour; |
| P         |                                                                                                   | |
| PAO       | Public Affairs Office                                                                             | Ufficio per le relazioni pubbliche; |
| PBA       | Portable Breathing Apparatus                                                                      | Apparato di respirazione portatile; |
| PBE       | Protective Breathing Equipment                                                                    | Equipaggiamento protettivo respiratorio; |
| PCR       | Payload Changeout Room                                                                            | |
| PDA       | Passive Docking Assembly                                                                          | |
| PDGF      | Power and Data Grapple Fixture                                                                    | Punto di aggancio per il Canadarm2 che dispone di 4 agganci per dati, video ed alimentazione; |
| PDR       | Preliminary Design Review                                                                         | Review preliminare di progetto (inizio della fase C); |
| PDT       | Pacific Daylight Time                                                                             | Ora legale di alcuni stati orientali degli USA, corrispondente a UTC-7; |
| PDU       | Power Distribution Unit                                                                           | Unità di distribuzione della potenza generata; |
| PEL       | Permissible Exposure Limit                                                                        | Limite quantitativo massimo all’esposizione di una persona ad un determinato agente; |
| PGT       | Pistol Grip Tool                                                                                  | Strumento usato durante le EVA; |
| PHSF      | Payload Hazardous Servicing Facility                                                              | Edificio deputato all’assemblaggio e al testing delle componenti dei payload; |
| PLBD      | Payload Bay Door                                                                                  | |
| PLB       | Payload Bay                                                                                       | Area all’interno dello Shuttle in cui venivano riposti tutti i carichi utili; |
| PLF       | Payload Fairing                                                                                   | Noto anche come ogiva, sono delle protezioni che proteggono il carico utile durante le fasi di lancio a maggior stress acustico e strutturale; vengono separate una volta che l’attrito con l’atmosfera è tale da non causare problemi al payload; |
| PLS       | PLasma Science                                                                                    | Strumento sulle sonde Voyager; |
| PLSS      | Portable Life Support System                                                                      | Zaino della tuta spaziale; |
| PLT       |                                                                                                   | Pilota |
| PMA       | Pressurized Mating Adapter                                                                        | Componenti della ISS utilizzati per interconnettere i veicoli e i moduli che possiedono diversi meccanismi di aggancio. Il PMA-1 è stato uno dei primi componenti della Stazione Spaziale, attualmente collega la parte russa della ISS con il segmento internazionale. Il PMA-2 è attualmente montato sul Modulo Harmony e viene utilizzato per il docking dello Space Shuttle. Il PMA-3 è utilizzato come componente di ricambio;           |
| PMR       | Program Milestone Review                                                                          | |
| POIC      | Payload Operations and Integration Center                                                         | Centro di controllo statunitense per i payload della ISS, conosciuto anche come HOSC, Hunstville (Alabama); |
| POTUS     | President of the United States                                                                    | Presidente degli Stati Uniti d’America; |
| PRLA      | Payload Retention Latch Assembly                                                                  | |
| PRR       | Preliminary Requirements Review                                                                   | Review preliminare dei requisiti (fine fase A ed inizio B); |
| PRSD      | Power Reactant Storage and Distribution                                                           | |
| PSLV      | Polar Satellite Launch Veichle                                                                    | Vettore dell'agenzia spaziale Indiana specializzato nel lancio di satelliti in orbita polare; |
| PST       | Pacific Standard Time                                                                             | Ora solare di alcuni stati orientali degli USA, corrispondente a UTC-8; |
| Q         |                                                                                                   | |
| QA        | Quality Assurance                                                                                 | Servizio che si assicura che cambiamenti al sistema di qualsiasi tipo siano documentati e consistenti con i fini e i limiti della missione; |
| R         |                                                                                                   | |
| RAAN      | Right Ascension of the Ascending Node                                                             | Ascensione retta del nodo ascendente; |
| RCC       | Reinforced Carbon Carbon                                                                          | Materiale composito costituito da fibra di carbonio rinforzata con una matrice di grafite; |
| RCS       | Reaction Control System                                                                           | Sistema di controllo dell’assetto in un veicolo spaziale; grazie a piccoli motori consente il controllo delle rotazioni sugli assi di rollio, imbardata e beccheggio; |
| RHC       | Rotational Hand Controller                                                                        | |
| RKA       | Roscosmos                                                                                         | Agenzia spaziale federale russa, fondata nel 1992; |
| RMS       | Shuttle Remote Manipulator System                                                                 | Il braccio robotico dello Space Shuttle, di costruzione canadese, chiamato anche Canadarm; |
| ROEU      | Remotely Operable Electrical Umbilical                                                            | |
| ROFI      | Radially Outward Firing Initiator                                                                 | Dispositivo utilizzato per prevenire l’accumulo di idrogeno nei pressi dell’area di lancio durante l’accensione iniziale dei motori |
| RPCM      | Remote Power Controller Module                                                                    | |
| RPM       | R-bar/Randezvous pitch maneuver                                                                   | Manovra orbitale effettuata dallo Space Shuttle durante il rendezvous in avvicinamento alla ISS, in cui la navetta compie un giro completo su sé stessa per rendere visibile lo scudo termico all’equipaggio della Stazione Spaziale che provvede a fotografarlo. È diventata una procedura standard in seguito al disastro dello Shuttle Columbia;                                                                                           |
| RR        | Riding Rockets: The Outrageous Tales of a Space Shuttle Astronaut                                 | Libro di Richard “Mike” Mullane, 2006; |
| RSLS      | Redundant Set Launch Sequencer                                                                    | Il software dei computer degli orbiter che controlla gli ultimi 31 secondi del countdown; |
| RSO       | Range Safety Officer                                                                              | Addetto alla gestione della sicurezza del range; |
| RSRM      | Reusable Solid Rocket Motor                                                                       | |
| RSRMV     | Reusable Solid Rocket Motor-V (STS)                                                               | |
| RSS       | Rotating Service Structure                                                                        | Struttura rotante di servizio dei pad di lancio degli Shuttle; |
| RTF       | Return to Flight                                                                                  | Ritorno al volo: |
| RTG       | Radioisotope Thermoelectric Generator                                                             | Generatore di potenza elettrica tramite decadimento isotopico; |
| RTLS      | Return To Launch Site                                                                             | Procedura di abort di una missione STS consistente nel ritorno al sito di lancio. L’equipaggio veniva avvertito tramite le parole “negative return”, approssimativamente quattro minuti dopo il decollo; |
| RTLS      | Return To Landing Site                                                                            | Termine che indica l’atterraggio di un booster della famiglia Falcon in una piazzola situata vicino al pad di lancio; |
| RUD       | Rapid Unscheduled Disassembly                                                                     | Termine generico utilizzato nel mondo aerospaziale per indicare un’anomalia che ha causato la distruzione del veicolo; |
| RWY       | Runway                                                                                            | Pista di decollo e atterraggio di un aeroporto; |
| S         |                                                                                                   | |
| SAA       | South Atlantic Anomaly                                                                            | Anomalia nel valore del campo magnetico terrestre, localizzata intorno al Sud America e parte dell’Antartide; |
| SAPL      | Solar Array Powered Laser aka Serious Ass Powerful Laser                                          | Sistema di laser solari provenienti dai romanzi di John Ringo della serie “Troy Rising”; |
| SARJ      | Solar Alpha Rotary Joint                                                                          | |
| SAR       | Synthetic Aperture Radar                                                                          | Radar ad apertura sintetica |
| SAS       | Space Adaptation Syndrome                                                                         | |
| SCA       | Shuttle Carrier Aircraft                                                                          | Velivolo Boeing 747 modificato per il trasporto dello Space Shuttle sul dorso della fusoliera; |
| SCAPE     | Self-Contained Atmospheric Protection Ensemble                                                    | Tute utilizzate durante operazioni con componenti chimici tossici e/o pericolosi come l’idrazina; |
| SCET      | Spacecraft Event Time                                                                             | Tempo di avvenimento del veicolo spaziale. Viene utilizzato per gestire le operazioni da eseguire a determinati istanti temporali; |
| SDO       | Solar Dynamics Observatory                                                                        | Sonda NASA destinata allo studio del Sole, lanciata a febbraio 2010; |
| SDSC      | Satish Dhawan Space Center                                                                        | Centro di lancio utilizzato dall’ISRO; |
| SECO      | Single stage Engine Cut Off                                                                       | |
| SECO      | Second stage Engine Cut Off                                                                       | Spegnimento del secondo stadio di un razzo; |
| SETI      | Search for Extra-Terrestrial Intelligence                                                         | Programma USA per la ricerca della vita extraterrestre; |
| SLAMMD    | Space Linear Acceleration Mass Measurement Device                                                 | Dispositivo per la misurazione della massa corporea in situazioni di assenza di peso; |
| SLC       | Space Launch Complex                                                                              | Zona, solitamente lungo le coste, che offre tutti i servizi necessari al lancio di un razzo; |
| SLF       | Shuttle Landing Facility                                                                          | Pista di atterraggio dello Space Shuttle, dello Shuttle Carrier Aircraft e dello Shuttle Training Aircraft, situata a Merrit Island, Florida; |
| SLS       | Space Launch System                                                                               | Sistema di lancio orbitale pesante non riutilizzabile derivato dallo Space Shuttle e progettato dalla NASA; |
| SLWET     | Super LightWeight External Tank                                                                   | |
| SLWT      | Super Light-weight Tank                                                                           | Serbatoio esterno dello Space Shuttle, ultima evoluzione; |
| SMS       | Shuttle Mission Simulator                                                                         | |
| SNC       | Sierra Nevada Corporation                                                                         | Azienda che sta progettando il Dream Cheaser, uno spazioplano privato per voli suborbitali e orbitali, turisti e non; |
| SOFI      | Spray On Foam Insulation                                                                          | Schiuma rivestente dal tipico colore arancione che ricopriva l’external tank dello Space Shuttle; |
| SOHO      | Solar and Heliospheric Observatory                                                                | Sonda ESA/NASA destinata allo studio del Sole. Lanciata il 2 dicembre 1995 è posizionata nel punto lagrangiano L1; |
| SOI       | Sphere Of Influence                                                                               | Sfera di influenza di un pianeta rispetto ad un sistema; |
| SOL       |                                                                                                   | Durata del giorno solare marziano (24 ore, 39 minuti e 35.244 secondi); |
| SPDM      | Special Purpose Dexterous Manipulator                                                             | Speciale manipolatore robotico molto sofisticato con 8 gradi di libertà. Opera con o senza il braccio SSRMS. SPDM è spesso chiamato semplicemente “Dextre”; |
| SRB       | Solid Rocket Boosters                                                                             | Boosters laterali di accelerazione a propellente solido del programma Space Shuttle; |
| SRM       | Solid Rocket Motor                                                                                | Motore a propellente solido; |
| SRMV      | Solid Rocket Motor-V                                                                              | Motre a combustibile solido di SLS; |
| SRO       | Super-intendent for Range Operations                                                              | Operatore che ha il compito di verificare che lo spazio aereo e marittimo sia sgombro, che tutte le comunicazioni e i sistemi di tracciamento siano pronti e funzionanti e monitorare il meteo nella zona di lancio; |
| SRR       | System Requirements Review                                                                        | Review dei requisiti di sistema (all’interno della fase B); |
| SSC       | Swedish Space Corporation                                                                         | Agenzia spaziale svedese, fondata nel 1972; |
| SSETI     | Student Space Exploration and Technology                                                          | Associazione europea per lo sviluppo di progetti spaziali studenteschi, in collegamento con ESA; |
| SSIPC     | Space Station Integration&Promotion Center                                                        | Centro terrestre giapponese per le attività svolte sulla ISS e nel JLM-Kibo; |
| SSMEPF    | Space Shuttle Main Engine Processing Facility                                                     | |
| SSME      | Space Shuttle Main Engines                                                                        | Propulsori principali dello Space Shuttle; |
| SSO       | Sun Synchronous Orbit                                                                             | Orbita eliosincrona; |
| SSPF      | Space Station Processing Facility                                                                 | Edificio adibito alla lavorazione dell’hardware per la stazione spaziale internazionale; |
| SSP       | Space Shuttle Program                                                                             | |
| SSPTS     | Station to Shuttle Power Transfer System                                                          | Sistema che trasferisce l’energia prodotta dai pannelli solari della ISS allo Space Shuttle, riducendo l’utilizzo delle celle a combustibile; |
| SSRMS     | Space Station Remote Manipulator System                                                           | Braccio robotico della ISS (conosciuto anche come Canadarm2); |
| SSTO      | Single Stage To Orbit                                                                             | Veicolo capace di raggiungere l’orbita tramite l’utilizzo di un solo stadio; |
| SSV       | Sequential Still Video                                                                            | |
| STaARS    | Space Technology and Advanced Research Systems                                                    | |
| STA       | Shuttle Training Aircraft                                                                         | Velivolo Grumman Gulfstream II modificato, che riproduce il comportamento e le caratteristiche di manovrabilità dello Space Shuttle, permettendo ai piloti di simulare gli atterraggi dello Shuttle in condizioni controllate; |
| STS       | Space Transportation System                                                                       | Nome ufficiale del programma Space Shuttle; |
| T         |                                                                                                   | |
| TACAN     | Tactical Air Navigation                                                                           | |
| TAL       | Transoceanic Abort Landing                                                                        | Cancellazione del volo con atterraggio transoceanico. Questa procedura di aborto della missione prevede l’atterraggio in una località predeterminata dell’Africa o nell’ovest Europa, in circa 25 o 30 minuti dopo il decollo, quando la velocità, l’altitudine e la distanza non permettono un ritorno alla base di lancio in modalità RTLS. Alcuni siti TAL sono: Istres Air Base in Francia, Zaragoza air base e Moròn air base in Spagna; |
| TAS       | Thales Alenia Space                                                                               | Azienda specializzata in costruzioni aerospaziali con sede a Torino; |
| TBC       | To Be Confirmed                                                                                   | Da confermare; |
| TBD       | To Be Defined                                                                                     | Da definire; |
| TCA       | Time of Closest Approach                                                                          | |
| TCDT      | Terminal Countdown Demonstration Test                                                             | Simulazione delle ore antecedenti un lancio: comprendeva |
| TCM       | Trajectory Correction Maneuver                                                                    | Manovre di correzione della traiettoria. Il loro compito è quello di correggere la traiettoria di un veicolo spaziale, affinché sia sulla “giusta strada” per raggiungere un altro pianeta o corpo celeste |
| TCS       | Thermal Control System                                                                            | Sistema di controllo termico; |
| TDRS      | Tracking and Data Relay Satellite                                                                 | Sistema di satelliti gestiti ed utilizzati dal Governo degli USA e dalle relative agenzie federali per gestire le comunicazioni tra satelliti, con lo Space Shuttle e la ISS; |
| TDRSS     | Tracking and Data Relay Satellite System                                                          | |
| TDRW      | Tracking and Data Relay Satellite, West                                                           | |
| TECO      | Tracking and Data Relay Satellite, West                                                           | |
| TFNG      | Thirty-Five New Guys                                                                              | Gruppo di astronauti del 1978, informalmente tra di loro “The Fucking New Guys”; |
| THC       | Translational Hand Controller                                                                     | |
| TI        | Terminal phase Initiation burn                                                                    | |
| TLI       | Trans Lunar Injection                                                                             | Manovra che permette l'inserimento di un veicolo su una traiettoria di trasferimento verso la Luna; |
| TMI       | Trans Mars Injection                                                                              | Manovra che permette l'inserimento di un veicolo su una traiettoria di trasferimento verso Marte; |
| TOF       | Time Of Flight                                                                                    | Tempo di volo; |
| TORU      |                                                                                                   | Sistema di manovra manuale, da utilizzare in caso di emergenza, presente su Soyuz e Progress. Viene utilizzato in caso di emergenza durante l’uso del dispositivo automatico KURS; |
| TPS       | Thermal Protection System                                                                         | Sistema di protezione termica; |
| TRL       | Technology Readiness Level                                                                        | Indice da 1 a 9 per indicare il livello di preparazione della tecnologia spaziale. Ricordiamo la necessità di TRL>2 per le discussioni; |
| TRMM      | Tropical Rainfall Measuring Mission                                                               | Missione congiunta NASA/JAXA per lo studio delle precipitazioni tropicali. Lanciata nel 1997, è rientrata in atmosfera il 16 giugno 2015; |
| TSTO      | Two Stage To Orbit                                                                                | Veicolo spaziale che raggiunge l’orbita tramite l’utilizzo di due stadi; |
| TTC       | Telemetry Tracking and Command                                                                    | Sistema di telemetria, tracciamento e comandi; |
| TT        | Testicula Tacta (omnia pericula iacta)                                                            | Una delle procedure di emergenza del forum, invocata in momenti molto critici; |
| TVC       | Thrust Vectoring Control                                                                          | Sistema di controllo vettoriale della spinta; |
| TVIS      | Treadmill with Vibration Isolation & Stabilization                                                | Sofisticato tapis roulant per gli esercizi fisici a bordo della ISS; |
| U         |                                                                                                   | |
| UARS      | Upper Atmosphere Research Satellite                                                               | Satellite dedicato allo studio dell’atmosfera terrestre. Immesso in orbita nel settembre 1991 da STS-48 (Discovery) è deorbitato nel settembre 2011; |
| UCD       | Urine Collection Device                                                                           | Apparato utilizzato dagli astronauti quando non è possibile utilizzare la toilette: lancio, EVA, rientro, atterraggio; |
| UCS       | Universal Camera Site                                                                             | KSC tracking cameras; |
| UDMH      | Unsymmetrical DiMethyl Hydrazine                                                                  | Dimetilidrazina asimmetrica; |
| UHF       | Ultra High Frequency                                                                              | Frequenza dello spettro elettromagnetico corrispondente a 300 MHz; |
| UHV       | UltraHigh Vacuum                                                                                  | Vuoto ultra alto; |
| UKSA      | United Kingdom Space Agency                                                                       | Agenzia Spaziale del Regno Unito, nata nel 2010; |
| ULA       | United Launch Alliance                                                                            | Società partecipata (Lockheed Martin e Boeing) che gestisce i lanci di Atlas V, Delta II e Delta IV; |
| USAF      | United States Air Force                                                                           | Aeronautica degli Stati Uniti d’America; |
| USMC      | United States Marine Corps                                                                        | Corpo dei marine degli Stati Uniti d’America; |
| USN       | United States Navy                                                                                | Marina degli Stati Uniti d’America; |
| USOC      | User Support and Operations Centre                                                                | Vari centri di controllo per i payload europei della Stazione Spaziale Internazionale; |
| USOS      | United States On-Orbit Segment                                                                    | Segmento americano della ISS; |
| UTC       | Universal Time Coordinated                                                                        | Tempo universale coordinato. Conosciuto anche come tempo civile, è il fuso orario di riferimento da cui tutti gli altri fusi orari del mondo sono calcolati. È derivato e coincide a meno di approssimazioni infinitesimali, dal tempo medio di Greenwich (in inglese Greenwich Mean Time, GMT), e perciò talvolta è ancora chiamato GMT; |
| UV        | Ultraviolet                                                                                       | Raggi ultravioletti, parte dello spettro elettromagnetico con lunghezze d’onda da 10 nm a 380 nm; |
| V         |                                                                                                   | |
| VAB       | Vehicle (Vertical) Assembly Building                                                              | Enorme edificio del Kennedy Space Center nel quale venivano assemblati i Saturn V e successivamente gli Space Shuttle; |
| VAFB      | Vandenberg Air Force Base                                                                         | Base aerea di Vandenberg, California; |
| VEEGA     | Venus Earth Earth Gravity Assist                                                                  | Fionda gravitazionale doppia con la Terra e singola con Venere; |
| VEGA      | Venus Earth Gravity Assist                                                                        | Fionda gravitazionale con Venere e la Terra; |
| VIB       | Vehicle Integration Building                                                                      | Edificio per l’integrazione del veicolo; |
| VIF       | Vertical Integration Facility                                                                     | Complesso per l’integrazione verticale di un razzo; |
| VITT      | Vehicle Integration Test Team                                                                     | Il team del KSC che prepara gli orbiter per una missione; |
| VTOL      | Vertical Takeoff and Landing                                                                      | Aeromezzo ad atterraggio e partenza verticali; |
| W         |                                                                                                   | |
| WAC       | Wide Angle Camera                                                                                 | Telecamera o macchina fotografica con obiettivo grandangolo; |
| WDR       | Wet Dress Rehearsal                                                                               | Simulazione di tutte le fasi immediatamente precedenti il lancio, compreso il caricamento dei propellenti; |
| WISE      | Wide-field Infrared Survey Explorer                                                               | Telescopio NASA con l’obiettivo di analizzare il cielo, con una sensibilità molto elevata, in quattro lunghezze d’onda dello spettro infrarosso; |
| WFIRST    | Wide-Field Infrared Survey Telescope                                                              | Telescopio NASA che verrà lanciato a metà degli anni 2020 e studierà energia oscura, accelerazione cosmica e, soprattutto, esopianeti. È inteso come successore di Hubble ed è dedicato a Nancy Roman, madrina di quest’ultimo; |
| WFF       | Wallops Flight Facility                                                                           | Base di lancio per razzi situata in Virginia; |
| WLE       | Wing Leading Edge                                                                                 | |
| WMAP      | Wilkinson Microwave Anisotropy Probe                                                              | Sonda NASA atta allo studio della radiazione cosmica di fondo; |
| WSSH      | White Sands Space Harbor                                                                          | Spazioporto usato come pista dello Shuttle e come area principale per l’addestramento dei piloti per l’atterraggio di STS; |
| WSTF      | White Sands Test Facility                                                                         | Sito di test per razzi e per la valutazione di materiali potenzialmente pericoli, componenti di veicoli spaziali e sistemi di propulsione spaziale; |
| X         |                                                                                                   | |
| XMM       | X-ray Multi-mirror Mission                                                                        | Telescopio spaziale ESA operante in banda X, lanciato nel 1999; |
| XVV       | X-axis in Velocity Vector                                                                         | |
| Y         |                                                                                                   | |
| YVV       | Y-axis in Velocity Vector                                                                         | |
| Z         |                                                                                                   | |
| ZLV       | Z-Axis Local Vertical                                                                             | |
| ZZA       | ZaragoZA                                                                                          | Sigla per la pista di atterraggio di emergenza dell'Orbiter dello Space Shuttle a Saragozza, Spagna; |